# Dzierzkowice (gemeente)
De gemeente Dzierzkowice is een landgemeente in het Poolse woiwodschap Lublin, in powiat Kraśnicki.
De zetel van de gemeente is in Dzierzkowice (voorheen Terpentyna).
Op 30 juni 2004 telde de gemeente 5394 inwoners.

## Oppervlakte gegevens
In 2002 bedroeg de totale oppervlakte van gemeente Dzierzkowice 86,81 km², waarvan:
- agrarisch gebied: 71%
- bossen: 23%

De gemeente beslaat 8,63% van de totale oppervlakte van de powiat.

## Demografie
Stand op 30 juni 2004:
| Omschrijving                   | Totaal | Totaal | Vrouwen | Vrouwen | Mannen | Mannen |
| ------------------------------ | ------ | ------ | ------- | ------- | ------ | ------ |
| eenheid                        | aantal | %      | aantal  | %       | aantal | %      |
| inwoners                       | 5394   | 100    | 2713    | 50,3    | 2681   | 49,7   |
| bevolkingsdichtheid (inw./km²) | 62,1   | 62,1   | 31,3    | 31,3    | 30,9   | 30,9   |

In 2002 bedroeg het gemiddelde inkomen per inwoner 1197,47 zł.

## Administratieve plaatsen (sołectwo)
Dębina, Dzierzkowice-Góry, Dzierzkowice-Podwody, Dzierzkowice-Rynek, Dzierzkowice-Wola, Dzierzkowice-Zastawie, Krzywie, Ludmiłówka, Sosnowa Wola, Terpentyna, Wyżnianka, Wyżnianka-Kolonia, Wyżnica, Wyżnica-Kolonia.

## Aangrenzende gemeenten
Annopol, Gościeradów, Józefów nad Wisłą, Kraśnik, Kraśnik, Trzydnik Duży, Urzędów